# 栄松院 (小出秀政室)
栄松院（えいしょういん、生年不詳 - 慶長13年12月13日（1609年1月18日））は、戦国時代の女性。

## 略歴
栄雲院道円と栄光院妙円の子とされ、豊臣秀吉にとっては母方の叔母に当たる。
小出秀政の正室となり、子に小出吉政、小出秀家らをもうけた。
慶長13年（1608年）死去。法名 栄松院日寿。墓所は京都五条本圀寺 。